# John Farra
John Ronald Farra (* 10. September 1970 in Saratoga Springs) ist ein ehemaliger US-amerikanischer Skilangläufer. 
Farra trat international erstmals bei den Junioren-Skiweltmeisterschaften 1990 in Les Saisies in Erscheinung und belegte dort den 56. Platz über 30 km Freistil und den 28. Rang über 10 km klassisch. Im folgenden Jahr kam er bei den Nordischen Skiweltmeisterschaften im Val di Fiemme auf den 51. Platz über 10 km klassisch und auf den 13. Rang mit der Staffel. Bei seiner einzigen Olympiateilnahme 1992 in Albertville errang er den 60. Platz über 10 km klassisch und den 49. Platz in der Verfolgung.